# Opus isodomum
Опус изодомум (на латински: Opus isodomum), е строителна техника, известна в архитектурата на древна Елада от класическия период.
Характеризира се със зидани конструкции от обработени във форма на паралелепипед каменни блокове. Лицата на блоковете са огладени, с еднакъв размер и, най-вече, с еднаква височина. Така получените хоризонтални редове са еднакви и подравнени.
Техниката е описана около 1 век пр. Хр. в труда De Architectura на римския архитект и теоретик на архитектурата Марк Витрувий Полион.
Витрувий описва и по-често срещания вариант на тази зидария, наречена Опус псевдоизодомум (на латински: Opus pseudoisodomum). При нея каменните блокове също са отрязани във форма на паралелепипед и са с добре огладени лица, но имат различна височина и дължина. Така получените редове са неравни във височина.